# Henri Ghéon
Henri Vangeon, in arte Henri Ghéon (Bray-sur-Seine, 15 marzo 1875 – Parigi, 13 giugno 1944), è stato un medico, scrittore, poeta e critico letterario francese.

## Biografia
Dopo aver compiuto i suoi studi liceali a Sens, si trasferisce a Parigi per intraprendere studi medici. Contemporaneamente, inizia una carriera letteraria che lo porta a scrivere poemi per Francis Jammes e Stéphane Mallarmé, recensioni su riviste d'avanguardia, quali l’Ermitage e il Mercure de France, oltre alla pubblicazione di due drammi: Le pain e L'eau-de-vie.
Nel 1897 incontra André Gide, che diventa suo intimo amico e guida letteraria, oltre che compagno di scappatelle amorose. Da Gide imparò la pregnanza della razionalità e del senso critico. Nel 1909 entrambi saranno fra i fondatori della Nouvelle Revue Française.
Fu molto attivo presso il Théatre du Vieux-Colombier, per opporsi al teatro boulevardier e diffondere, tramite un'attività scenica piuttosto scarna, il senso della lirica più drammatica.
L'avvento della prima guerra mondiale cambia la sua vita ed in parte anche la sua carriera: reclutato come medico sul fronte belga, Ghéon riscopre la fede cattolica, di cui diventerà un difensore fervente. Finito il conflitto, diventò terziario dell'Ordine domenicano.
Morì il 13 giugno 1944, una settimana dopo lo sbarco in Normandia, nell'indifferenza generale.